# Economía de Irak
La economía de Irak se caracteriza por una fuerte dependencia de la exportación de petróleo y por acentuar un desarrollo dirigido por organismos centrales. Antes del estallido de la guerra contra Irán en septiembre de 1980, el futuro de la economía iraquí era brillante. La producción de petróleo había alcanzado el nivel de 3,5 millones de barriles por día y los ingresos del petróleo sumaban 21.000 millones de dólares en 1979 y 27.000 millones de dólares en 1980. Al comenzar la guerra, Irak había acumulado aproximadamente 35.000 millones de dólares en reservas de divisas. 

## Guerra Irán-Irak
La guerra entre Irán e Irak vació las reservas de divisas de Irak, asoló su economía y dejó al país agobiado por una deuda externa superior a los 50.000 millones de dólares.

## Invasión de Irak a Kuwait
La invasión iraquí de Kuwait en agosto de 1990, las subsiguientes sanciones internacionales y el daño causado por las acciones militares de la coalición internacional a partir de enero de 1991 redujeron de modo drástico la actividad económica. Las políticas de gobierno de desviar ingresos a los partidarios claves del régimen, mientras se mantenía un gran cuerpo militar y de seguridad interna empeoraron aún más las finanzas y dejaron al ciudadano común iraquí enfrentado a graves privaciones. La puesta en práctica en diciembre de 1996 de un programa de la ONU llamado, Petróleo por Alimentos mejoró las condiciones de vida del ciudadano común iraquí. Desde 1999 se le autorizó a Irak exportar cantidades ilimitadas de petróleo para financiar sus necesidades humanitarias, entre las que se incluyen los alimentos, las medicinas y las piezas para reparar la infraestructura. Las exportaciones de petróleo varían según el régimen, alternadamente, inicia o detiene las exportaciones pero, por lo general, las exportaciones de petróleo alcanzan hoy a tres cuartos del nivel que tenían antes de la guerra del Golfo. La producción por cápita y el nivel de vida siguen estando, con mucho, por debajo de los niveles que existían antes de la guerra del Golfo.

## Agricultura
A pesar de tener abundantes recursos de tierra y de agua Irak es un importador neto de alimentos. De acuerdo con el programa de la ONU, Petróleo por Alimentos, Irak importa grandes cantidades de cereales, carne, aves de corral y productos lácteos. El gobierno anuló su programa de colectivización de granjas en 1981, lo cual permitió que la empresa privada adquiriera una función más amplia en la industria agrícola. El Banco Cooperativo Agrícola, con capitales de casi mil millones de dólares en 1984, tiene como objetivos de sus créditos de bajo interés y bajas garantías a granjeros privados para proyectos de mecanización, cría de aves de corral y desarrollo de huertos. De momento se encuentran bajo construcción grandes y modernas granjas ganado, productos lácteos y aves de corral. Algunos de los impedimentos al desarrollo de la agricultura en Irak son la falta de mano de obra, una administración y mantenimiento inadecuados, la salinación, la migración urbana y los trastornos causados por anteriores programas de reforma agraria y colectivización.
La importación de trabajadores extranjeros y el creciente ingreso de la mujer en trabajos tradicionalmente desempeñados por hombres ayudaron a compensar la falta de mano de obra agrícola e industrial. Un desastroso intento de drenar los pantanos del sur del país para introducir en la región cultivos irrigados simplemente destruyó una zona natural de producción de alimentos, mientras que la concentración de sales y minerales en la tierra, a causa del drenaje, dejó la tierra inservible para el cultivo.

## Comercio
Las Naciones Unidas impusieron sanciones económicas a Irak después de la invasión de Kuwait en 1990. El rechazo del gobierno de Irak de permitir que los inspectores de armas entren al país para desmantelar su programa de armas de destrucción en masa ha resultado en la prolongación de esas sanciones. Según el programa de Petróleo por Alimentos, a Irak se le permite exportar cantidades ilimitadas de petróleo a cambio de provisiones humanitarias, entre las que se incluyen los alimentos, las medicinas, y las piezas de repuesto para la infraestructura.

## Historia económica
| Evolución Histórica del PIB (producto interno bruto) de Irak en Dólares | Evolución Histórica del PIB (producto interno bruto) de Irak en Dólares | Evolución Histórica del PIB (producto interno bruto) de Irak en Dólares | Evolución Histórica del PIB (producto interno bruto) de Irak en Dólares | Evolución Histórica del PIB (producto interno bruto) de Irak en Dólares | Evolución Histórica del PIB (producto interno bruto) de Irak en Dólares | Evolución Histórica del PIB (producto interno bruto) de Irak en Dólares | Evolución Histórica del PIB (producto interno bruto) de Irak en Dólares | Evolución Histórica del PIB (producto interno bruto) de Irak en Dólares | Evolución Histórica del PIB (producto interno bruto) de Irak en Dólares | Evolución Histórica del PIB (producto interno bruto) de Irak en Dólares |
| Década de 1950 (Años 50)                                                | Década de 1950 (Años 50)                                                | Década de 1950 (Años 50)                                                | Década de 1950 (Años 50)                                                | Década de 1950 (Años 50)                                                | Década de 1950 (Años 50)                                                | Década de 1950 (Años 50)                                                | Década de 1950 (Años 50)                                                | Década de 1950 (Años 50)                                                | Década de 1950 (Años 50)                                                | Década de 1950 (Años 50)                                                |
| Año                                                                     | Población (habitantes)                                                  | Exportaciones                                                           | PIB (nominal)                                                           | PIB Per Cápita                                                          | Crecimiento del PIB                                                     |                                                                         |                                                                         |                                                                         |                                                                         |                                                                         |
| ----------------------------------------------------------------------- | ----------------------------------------------------------------------- | ----------------------------------------------------------------------- | ----------------------------------------------------------------------- | ----------------------------------------------------------------------- | ----------------------------------------------------------------------- | ----------------------------------------------------------------------- | ----------------------------------------------------------------------- | ----------------------------------------------------------------------- | ----------------------------------------------------------------------- | ----------------------------------------------------------------------- |
| 1950                                                                    | 5 719 191                                                               | US$ 1260 millones                                                       | US$ 8680 millones                                                       | US$ 1510                                                                |                                                                         |                                                                         |                                                                         |                                                                         |                                                                         |                                                                         |
| 1951                                                                    | 5 901 507                                                               | US$ 1800 millones                                                       | US$ 9490 millones                                                       | US$ 1600                                                                |                                                                         |                                                                         |                                                                         |                                                                         |                                                                         |                                                                         |
| 1952                                                                    | 6 065 012                                                               | US$ 2780 millones                                                       | US$ 1 0310 millones                                                     | US$ 1690                                                                |                                                                         |                                                                         |                                                                         |                                                                         |                                                                         |                                                                         |
| 1953                                                                    | 6 216 130                                                               | US$ 3910 millones                                                       | US$ 1 1120 millones                                                     | US$ 1780                                                                |                                                                         |                                                                         |                                                                         |                                                                         |                                                                         |                                                                         |
| 1954                                                                    | 6 360 435                                                               | US$ 4880 millones                                                       | US$ 1 1940 millones                                                     | US$ 7870                                                                |                                                                         |                                                                         |                                                                         |                                                                         |                                                                         |                                                                         |
| 1955                                                                    | 6 502 655                                                               | US$ 5190 millones                                                       | US$ 1 276 millones                                                      | US$ 196                                                                 |                                                                         |                                                                         |                                                                         |                                                                         |                                                                         |                                                                         |
| 1956                                                                    | 6 646 641                                                               | US$ 477 millones                                                        | US$ 1 357 millones                                                      | US$ 204                                                                 |                                                                         |                                                                         |                                                                         |                                                                         |                                                                         |                                                                         |
| 1957                                                                    | 6 795 399                                                               | US$ 359 millones                                                        | US$ 1 439 millones                                                      | US$ 211                                                                 |                                                                         |                                                                         |                                                                         |                                                                         |                                                                         |                                                                         |
| 1958                                                                    | 6 951 160                                                               | US$ 566 millones                                                        | US$ 1 520 millones                                                      | US$ 218                                                                 |                                                                         |                                                                         |                                                                         |                                                                         |                                                                         |                                                                         |
| 1959                                                                    | 7 115 509                                                               | US$ 605 millones                                                        | US$ 1 602 millones                                                      | US$ 225                                                                 |                                                                         |                                                                         |                                                                         |                                                                         |                                                                         |                                                                         |
| Década de 1960 (Años 60)                                                |                                                                         |                                                                         |                                                                         |                                                                         |                                                                         |                                                                         |                                                                         |                                                                         |                                                                         |                                                                         |
| Año                                                                     | Población (habitantes)                                                  | Exportaciones                                                           | PIB (nominal)                                                           | PIB Per Cápita                                                          | Crecimiento del PIB                                                     |                                                                         |                                                                         |                                                                         |                                                                         |                                                                         |
| 1960                                                                    | 7 289 759                                                               | US$ 654 millones                                                        | US$ 1 684 millones                                                      | US$ 231                                                                 |                                                                         |                                                                         |                                                                         |                                                                         |                                                                         |                                                                         |
| 1961                                                                    | 7 475 354                                                               | US$ 662 millones                                                        | US$ 1 832 millones                                                      | US$ 245                                                                 |                                                                         |                                                                         |                                                                         |                                                                         |                                                                         |                                                                         |
| 1962                                                                    | 7 674 220                                                               | US$ 692 millones                                                        | US$ 1 955 millones                                                      | US$ 255                                                                 |                                                                         |                                                                         |                                                                         |                                                                         |                                                                         |                                                                         |
| 1963                                                                    | 7 888 914                                                               | US$ 781 millones                                                        | US$ 1 978 millones                                                      | US$ 251                                                                 |                                                                         |                                                                         |                                                                         |                                                                         |                                                                         |                                                                         |
| 1964                                                                    | 8 122 200                                                               | US$ 840 millones                                                        | US$ 2 341 millones                                                      | US$ 288                                                                 |                                                                         |                                                                         |                                                                         |                                                                         |                                                                         |                                                                         |
| 1965                                                                    | 8 375 791                                                               | US$ 882 millones                                                        | US$ 2 559 millones                                                      | US$ 306                                                                 |                                                                         |                                                                         |                                                                         |                                                                         |                                                                         |                                                                         |
| 1966                                                                    | 8 651 167                                                               | US$ 934 millones                                                        | US$ 2 772 millones                                                      | US$ 320                                                                 |                                                                         |                                                                         |                                                                         |                                                                         |                                                                         |                                                                         |
| 1967                                                                    | 8 947 399                                                               | US$ 822 millones                                                        | US$ 2 795 millones                                                      | US$ 312                                                                 |                                                                         |                                                                         |                                                                         |                                                                         |                                                                         |                                                                         |
| 1968                                                                    | 9 260 685                                                               | US$ 1 039 millones                                                      | US$ 2 897 millones                                                      | US$ 313                                                                 |                                                                         |                                                                         |                                                                         |                                                                         |                                                                         |                                                                         |
| 1969                                                                    | 9 585 576                                                               | US$ 1 045 millones                                                      | US$ 3 008 millones                                                      | US$ 314                                                                 |                                                                         |                                                                         |                                                                         |                                                                         |                                                                         |                                                                         |
| Década de 1970 (Años 70)                                                |                                                                         |                                                                         |                                                                         |                                                                         |                                                                         |                                                                         |                                                                         |                                                                         |                                                                         |                                                                         |
| Año                                                                     | Población (habitantes)                                                  | Exportaciones                                                           | PIB (nominal)                                                           | PIB Per Cápita                                                          | Crecimiento del PIB                                                     |                                                                         |                                                                         |                                                                         |                                                                         |                                                                         |
| 1970                                                                    | 9 917 982                                                               | US$ 1 098 millones                                                      | US$ 3 282 millones                                                      | US$ 331                                                                 |                                                                         |                                                                         |                                                                         |                                                                         |                                                                         |                                                                         |
| 1971                                                                    | 10 255 904                                                              | US$ 1 556 millones                                                      | US$ 3 865 millones                                                      | US$ 377                                                                 |                                                                         |                                                                         |                                                                         |                                                                         |                                                                         |                                                                         |
| 1972                                                                    | 10 599 846                                                              | US$ 1 086 millones                                                      | US$ 4 114 millones                                                      | US$ 388                                                                 |                                                                         |                                                                         |                                                                         |                                                                         |                                                                         |                                                                         |
| 1973                                                                    | 10 951 169                                                              | US$ 1 942 millones                                                      | US$ 5 134 millones                                                      | US$ 469                                                                 |                                                                         |                                                                         |                                                                         |                                                                         |                                                                         |                                                                         |
| 1974                                                                    | 11 312 304                                                              | US$ 6 602 millones                                                      | US$ 11 517 millones                                                     | US$ 1 018                                                               |                                                                         |                                                                         |                                                                         |                                                                         |                                                                         |                                                                         |
| 1975                                                                    | 11 684 585                                                              | US$ 8 298 millones                                                      | US$ 13 459 millones                                                     | US$ 1 152                                                               |                                                                         |                                                                         |                                                                         |                                                                         |                                                                         |                                                                         |
| 1976                                                                    | 12 068 195                                                              | US$ 9 273 millones                                                      | US$ 17 755 millones                                                     | US$ 1 471                                                               |                                                                         |                                                                         |                                                                         |                                                                         |                                                                         |                                                                         |
| 1977                                                                    | 12 460 997                                                              | US$ 9 650 millones                                                      | US$ 19 838 millones                                                     | US$ 1 592                                                               |                                                                         |                                                                         |                                                                         |                                                                         |                                                                         |                                                                         |
| 1978                                                                    | 12 859 226                                                              | US$ 11 064 millones                                                     | US$ 23 762 millones                                                     | US$ 1 848                                                               |                                                                         |                                                                         |                                                                         |                                                                         |                                                                         |                                                                         |
| 1979                                                                    | 13 257 910                                                              | US$ 21 572 millones                                                     | US$ 37 817 millones                                                     | US$ 2 852                                                               |                                                                         |                                                                         |                                                                         |                                                                         |                                                                         |                                                                         |
| Década de 1980 (Años 80)                                                |                                                                         |                                                                         |                                                                         |                                                                         |                                                                         |                                                                         |                                                                         |                                                                         |                                                                         |                                                                         |
| Año                                                                     | Población (habitantes)                                                  | Exportaciones                                                           | PIB (nominal)                                                           | PIB Per Cápita                                                          | Crecimiento del PIB                                                     |                                                                         |                                                                         |                                                                         |                                                                         |                                                                         |
| 1980                                                                    | 13 653 358                                                              | US$ 26 349 millones                                                     | US$ 53 406 millones                                                     | US$ 3 912                                                               |                                                                         |                                                                         |                                                                         |                                                                         |                                                                         |                                                                         |
| 1981                                                                    | 14 046 273                                                              | US$ 10 530 millones                                                     | US$ 38 425 millones                                                     | US$ 2 736                                                               |                                                                         |                                                                         |                                                                         |                                                                         |                                                                         |                                                                         |
| 1982                                                                    | 14 437 661                                                              | US$ 10 250 millones                                                     | US$ 42 595 millones                                                     | US$ 2 950                                                               |                                                                         |                                                                         |                                                                         |                                                                         |                                                                         |                                                                         |
| 1983                                                                    | 14 824 876                                                              | US$ 8 161 millones                                                      | US$ 40 595 millones                                                     | US$ 2 738                                                               |                                                                         |                                                                         |                                                                         |                                                                         |                                                                         |                                                                         |
| 1984                                                                    | 15 204 746                                                              | US$ 9 317 millones                                                      | US$ 46 803 millones                                                     | US$ 3 078                                                               |                                                                         |                                                                         |                                                                         |                                                                         |                                                                         |                                                                         |
| 1985                                                                    | 15 576 396                                                              | US$ 10 409 millones                                                     | US$ 48 285 millones                                                     | US$ 3 100                                                               |                                                                         |                                                                         |                                                                         |                                                                         |                                                                         |                                                                         |
| 1986                                                                    | 15 937 864                                                              | US$ 7 465 millones                                                      | US$ 47 128 millones                                                     | US$ 2 957                                                               |                                                                         |                                                                         |                                                                         |                                                                         |                                                                         |                                                                         |
| 1987                                                                    | 16 293 719                                                              | US$ 9 705 millones                                                      | US$ 56 610 millones                                                     | US$ 3 475                                                               |                                                                         |                                                                         |                                                                         |                                                                         |                                                                         |                                                                         |
| 1988                                                                    | 16 657 708                                                              | US$ 9 609 millones                                                      | US$ 62 503 millones                                                     | US$ 3 754                                                               |                                                                         |                                                                         |                                                                         |                                                                         |                                                                         |                                                                         |
| 1989                                                                    | 17 048 167                                                              | US$ 12 284 millones                                                     | US$ 65 641 millones                                                     | US$ 3 852                                                               |                                                                         |                                                                         |                                                                         |                                                                         |                                                                         |                                                                         |
| Década de 1990 (Años 90)                                                |                                                                         |                                                                         |                                                                         |                                                                         |                                                                         |                                                                         |                                                                         |                                                                         |                                                                         |                                                                         |
| Año                                                                     | Población (habitantes)                                                  | Exportaciones                                                           | PIB (nominal)                                                           | PIB Per Cápita                                                          | Crecimiento del PIB                                                     |                                                                         |                                                                         |                                                                         |                                                                         |                                                                         |
| 1990                                                                    | 17 478 455                                                              | US$ 10 314 millones                                                     | US$ 179 886 millones                                                    | US$ 10 297                                                              |                                                                         |                                                                         |                                                                         |                                                                         |                                                                         |                                                                         |
| 1991                                                                    | 17 952 909                                                              | US$ 377 millones                                                        | US$ 5 979 millones                                                      | US$ 333                                                                 |                                                                         |                                                                         |                                                                         |                                                                         |                                                                         |                                                                         |
| 1992                                                                    | 18 468 521                                                              | US$ 518 millones                                                        | US$ 7 062 millones                                                      | US$ 383                                                                 |                                                                         |                                                                         |                                                                         |                                                                         |                                                                         |                                                                         |
| 1993                                                                    | 19 021 967                                                              | US$ 457 millones                                                        | US$ 5 044 millones                                                      | US$ 265                                                                 |                                                                         |                                                                         |                                                                         |                                                                         |                                                                         |                                                                         |
| 1994                                                                    | 19 606 895                                                              | US$ 453 millones                                                        | US$ 4 034 millones                                                      | US$ 206                                                                 |                                                                         |                                                                         |                                                                         |                                                                         |                                                                         |                                                                         |
| 1995                                                                    | 20 217 759                                                              | US$ 496 millones                                                        | US$ 3 477 millones                                                      | US$ 172                                                                 |                                                                         |                                                                         |                                                                         |                                                                         |                                                                         |                                                                         |
| 1996                                                                    | 20 855 408                                                              | US$ 731 millones                                                        | US$ 6 098 millones                                                      | US$ 293                                                                 |                                                                         |                                                                         |                                                                         |                                                                         |                                                                         |                                                                         |
| 1997                                                                    | 21 519 356                                                              | US$ 4 602 millones                                                      | US$ 10 114 millones                                                     | US$ 470                                                                 |                                                                         |                                                                         |                                                                         |                                                                         |                                                                         |                                                                         |
| 1998                                                                    | 22 200 835                                                              | US$ 5 500 millones                                                      | US$ 10 469 millones                                                     | US$ 472                                                                 |                                                                         |                                                                         |                                                                         |                                                                         |                                                                         |                                                                         |
| 1999                                                                    | 22 888 600                                                              | US$ 13 067 millones                                                     | US$ 18 449 millones                                                     | US$ 806                                                                 |                                                                         |                                                                         |                                                                         |                                                                         |                                                                         |                                                                         |
| Década de 2000 (Años 2000)                                              |                                                                         |                                                                         |                                                                         |                                                                         |                                                                         |                                                                         |                                                                         |                                                                         |                                                                         |                                                                         |
| Año                                                                     | Población (habitantes)                                                  | Exportaciones                                                           | PIB (nominal)                                                           | PIB Per Cápita                                                          | Crecimiento del PIB                                                     |                                                                         |                                                                         |                                                                         |                                                                         |                                                                         |
| 2000                                                                    | 23 574 751                                                              | US$ 20 380 millones                                                     | US$ 25 857 millones                                                     | US$ 1 097                                                               |                                                                         |                                                                         |                                                                         |                                                                         |                                                                         |                                                                         |
| 2001                                                                    | 24 258 794                                                              | US$ 12 872 millones                                                     | US$ 18 936 millones                                                     | US$ 781                                                                 |                                                                         |                                                                         |                                                                         |                                                                         |                                                                         |                                                                         |
| 2002                                                                    | 24 943 793                                                              | US$ 12 219 millones                                                     | US$ 18 970 millones                                                     | US$ 761                                                                 |                                                                         |                                                                         |                                                                         |                                                                         |                                                                         |                                                                         |
| 2003                                                                    | 25 630 426                                                              | US$ 9 711 millones                                                      | US$ 15 800 millones                                                     | US$ 609                                                                 |                                                                         |                                                                         |                                                                         |                                                                         |                                                                         |                                                                         |
| 2004                                                                    | 26 320 530                                                              | US$ 17 810 millones                                                     | US$ 36 642 millones                                                     | US$ 1 374                                                               |                                                                         |                                                                         |                                                                         |                                                                         |                                                                         |                                                                         |
| 2005                                                                    | 27 017 712                                                              | US$ 23 697 millones                                                     | US$ 50 065 millones                                                     | US$ 1 829                                                               |                                                                         |                                                                         |                                                                         |                                                                         |                                                                         |                                                                         |
| 2006                                                                    | 27 716 983                                                              | US$ 29 360 millones                                                     | US$ 65 144 millones                                                     | US$ 2 321                                                               |                                                                         |                                                                         |                                                                         |                                                                         |                                                                         |                                                                         |
| 2007                                                                    | 28 423 538                                                              | US$ 41 267 millones                                                     | US$ 88 833 millones                                                     | US$ 3 091                                                               |                                                                         |                                                                         |                                                                         |                                                                         |                                                                         |                                                                         |
| 2008                                                                    | 29 163 327                                                              | US$ 61 273 millones                                                     | US$ 131 614 millones                                                    | US$ 4 472                                                               |                                                                         |                                                                         |                                                                         |                                                                         |                                                                         |                                                                         |
| 2009                                                                    | 29 970 634                                                              | US$ 41 928 millones                                                     | US$ 18 449 millones                                                     | US$ 3 702                                                               |                                                                         |                                                                         |                                                                         |                                                                         |                                                                         |                                                                         |
| Década de 2010 (Años 10)                                                |                                                                         |                                                                         |                                                                         |                                                                         |                                                                         |                                                                         |                                                                         |                                                                         |                                                                         |                                                                         |
| Año                                                                     | Población (habitantes)                                                  | Exportaciones                                                           | PIB (nominal)                                                           | PIB Per Cápita                                                          | Crecimiento del PIB                                                     |                                                                         |                                                                         |                                                                         |                                                                         |                                                                         |
| 2010                                                                    | 30 868 156                                                              | US$ 52 482 millones                                                     | US$ 138 517 millones                                                    | US$ 4 474                                                               |                                                                         |                                                                         |                                                                         |                                                                         |                                                                         |                                                                         |
| 2011                                                                    | 31 867 758                                                              | US$ 83 225 millones                                                     | US$ 185 750 millones                                                    | US$ 5 849                                                               |                                                                         |                                                                         |                                                                         |                                                                         |                                                                         |                                                                         |
| 2012                                                                    | 32 957 622                                                              | US$ 94 391 millones                                                     | US$ 218 032 millones                                                    | US$ 6 693                                                               |                                                                         |                                                                         |                                                                         |                                                                         |                                                                         |                                                                         |
| 2013                                                                    | 34 107 366                                                              | US$ 93 065 millones                                                     | US$ 234 638 millones                                                    | US$ 7 021                                                               |                                                                         |                                                                         |                                                                         |                                                                         |                                                                         |                                                                         |
| 2014                                                                    | 35 273 293                                                              | US$ 88 111 millones                                                     | US$ 234 651 millones                                                    | US$ 6 704                                                               |                                                                         |                                                                         |                                                                         |                                                                         |                                                                         |                                                                         |
| 2015                                                                    | 36 423 395                                                              | US$ 57 577 millones                                                     | US$ 177 722 millones                                                    | US$ 5 047                                                               |                                                                         |                                                                         |                                                                         |                                                                         |                                                                         |                                                                         |
| 2016                                                                    | 37 547 686                                                              | US$ 47 641 millones                                                     | US$ 170 518 millones                                                    | US$ 4 714                                                               |                                                                         |                                                                         |                                                                         |                                                                         |                                                                         |                                                                         |
| 2017                                                                    | 38 654 287                                                              | US$ 63 313 millones                                                     | US$ 193 521 millones                                                    | US$ 5 210                                                               |                                                                         |                                                                         |                                                                         |                                                                         |                                                                         |                                                                         |
| 2018                                                                    | 39 751 312                                                              |                                                                         | US$ 226 070 millones                                                    | US$ 5 929                                                               |                                                                         |                                                                         |                                                                         |                                                                         |                                                                         |                                                                         |
| 2019                                                                    | 40 853 637                                                              |                                                                         | US$ 225 257 millones                                                    | US$ 5 758                                                               |                                                                         |                                                                         |                                                                         |                                                                         |                                                                         |                                                                         |
| Década de 2020 (Años 20)                                                |                                                                         |                                                                         |                                                                         |                                                                         |                                                                         |                                                                         |                                                                         |                                                                         |                                                                         |                                                                         |
| Año                                                                     | Población (habitantes)                                                  | Exportaciones                                                           | PIB (nominal)                                                           | PIB Per Cápita                                                          | Crecimiento del PIB                                                     |                                                                         |                                                                         |                                                                         |                                                                         |                                                                         |
| 2020                                                                    | 41 972 388                                                              |                                                                         |                                                                         |                                                                         |                                                                         |                                                                         |                                                                         |                                                                         |                                                                         |                                                                         |
| Fuente: Fondo Monetario Internacional FMI (2019)                        |                                                                         |                                                                         |                                                                         |                                                                         |                                                                         |                                                                         |                                                                         |                                                                         |                                                                         |                                                                         |